# Saint-Nicolas-de-Macherin
Saint-Nicolas-de-Macherin är en kommun i departementet Isère i regionen Auvergne-Rhône-Alpes i sydöstra Frankrike. Kommunen ligger i kantonen Voiron som tillhör arrondissementet Grenoble. År 2022 hade Saint-Nicolas-de-Macherin 944 invånare.

## Befolkningsutveckling
Antalet invånare i kommunen Saint-Nicolas-de-Macherin
Referens:INSEE